# إيوانيس رايزيس
إيوانيس رايزيس (1850 – القرن العشرين) هو مبارز بالسيف يوناني راحل، مثّل بلاده في الألعاب الأولمبية الصيفية 1906.

## روابط رياضية
إيوانيس رايزيس على موقع أوليمبيديا (الإنجليزية)